# Kaikoura
Kaikoura (/kaɪˈkɔːrə/) es una población ubicada dentro de Región de Canterbury, en la isla Sur de nueva Zelanda, a 180 km al norte de la ciudad de Christchurch y se convirtió en la primera municipalidad en alcanzar la certificación de turismo Green Globe. El pueblo es la sede de gobierno del distrito de Kaikoura, es cual hace parte de la región de Canterbury. Es un centro turístico popular, cuyas atracciones son el avistamiento de cachalotes y aves marinas y el ecoturismo.

## Geografía

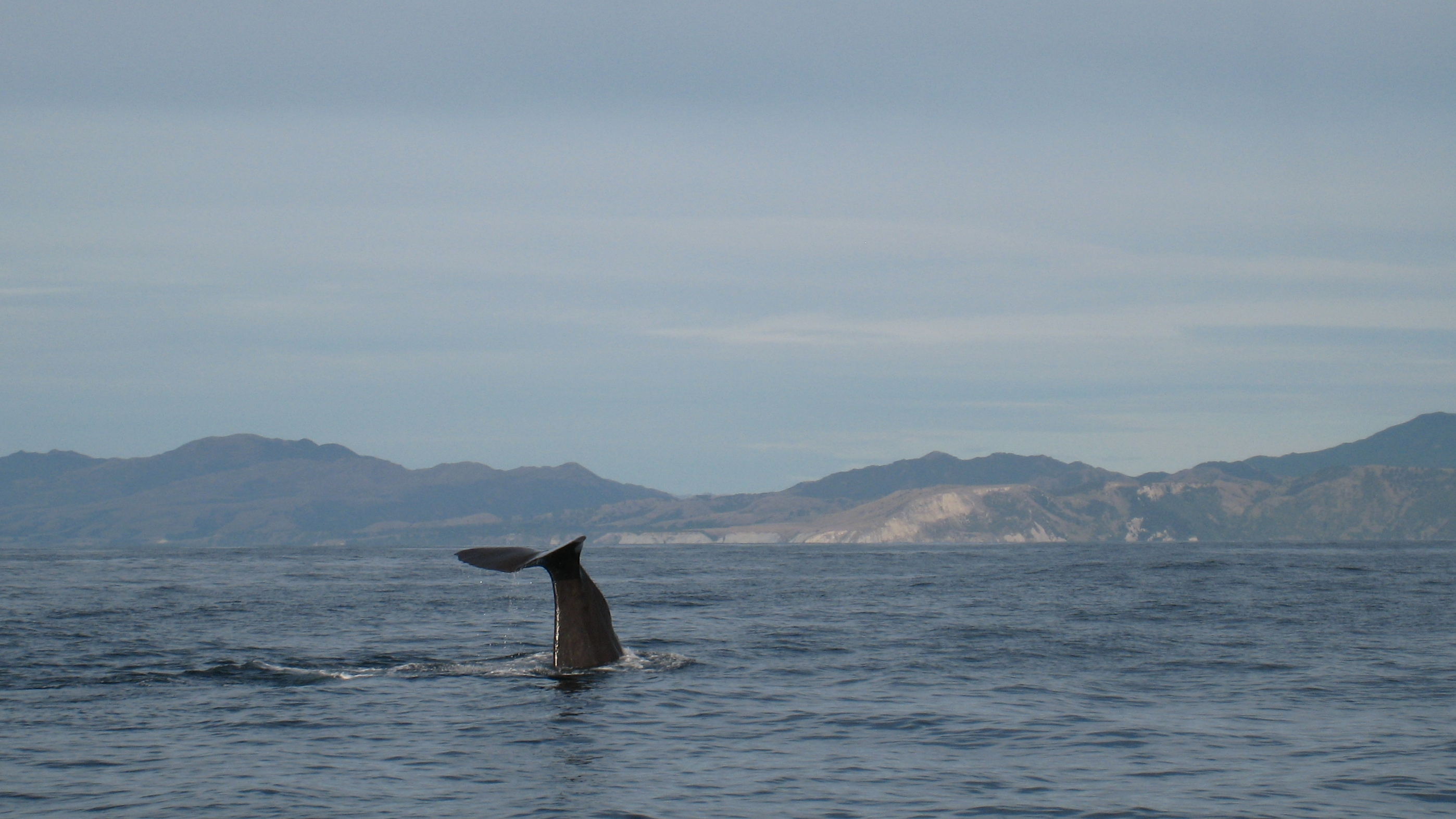
Avistamiento de cachalotes en Kaikoura

La península de Kaikoura penetra el mar al sur del pueblo y las corrientes resultantes traen una abundancia de vida marina de las profundidades de las cercana fosa de Hikurangi. El poblado debe su origen a este efecto, ya que se desarrolló como un centro para la industria de caza de ballenas. Kaikoura en la actualidad es un importante destino turístico, principalmente para el avistamiento de ballenas, especialmente cachalotes, y la natación con o cerca a los delfines. También existe una gran colonia de lobo marino de Nueva Zelanda (Arctocephalus fosteri) en el costado occidental del pueblo. También es uno de los mejores sitios del mundo para observar aves marinas como albatros, petreles y pardelas.
El pueblo posee dos cadenas montañosas, ramificaciones de los alpes del Sur que se acercan a la costa en este punto de la isla. Es un paraje de gran belleza, a través del cual existen senderos que atraviesan las montañas

## Medios de comunicación

### Televisión
Kaikoura recibe el servicio análogo de tres estaciones free to air (TV ONE, TV2 and TV3). También recibe la señal de televisión digital Free-to-air a través de la plataforma Freeview que proporciona todos los canales de TVNZ, MediaWorks, Māori Television y otras estaciones regionales. 

### Periódicos
El principal periódico de Kaikoura es el semanario Kaikoura Star y el diario The Marlborough Express. El diario de Christchurch The Press también está disponible. 

### Radio
Kaikoura recibe tres emisoras locales que transmiten en FM,  More FM Marlborough de Blenheim durante el día y Auckland en la noche, Blue FM estación local de Kaikoura y Tahu FM de Christchurch.

## Transporte
La autopista estatal de Nueva Zelanda pasa por la población. Kaikoura también posee una pista de aterrizaje ubicada a 6 km al sur. Esta se usa para el transporte de turistas que acuden al avistamiento de cachalotes, algunos vuelos privados y expresos aéreos. También se usa dos días a la semana para vuelos de regreso a Wellington.

### Ferrocarril
Desde 1945 cuenta con una línea ferroviaria, con transporte de pasajeros a la ciudad de Christchurch hacia el sur, Picton y el estrecho de Cook al norte. 
Trenes de carga también pasan por la ciudad, sobre todo el de mercancías entre las estaciones de clasificación en Middleton, Christchurch y Picton.

## Clima
| Parámetros climáticos promedio de Kaikoura | Parámetros climáticos promedio de Kaikoura | Parámetros climáticos promedio de Kaikoura | Parámetros climáticos promedio de Kaikoura | Parámetros climáticos promedio de Kaikoura | Parámetros climáticos promedio de Kaikoura | Parámetros climáticos promedio de Kaikoura | Parámetros climáticos promedio de Kaikoura | Parámetros climáticos promedio de Kaikoura | Parámetros climáticos promedio de Kaikoura | Parámetros climáticos promedio de Kaikoura | Parámetros climáticos promedio de Kaikoura | Parámetros climáticos promedio de Kaikoura | Parámetros climáticos promedio de Kaikoura |
| Mes                                        | Ene.                                       | Feb.                                       | Mar.                                       | Abr.                                       | May.                                       | Jun.                                       | Jul.                                       | Ago.                                       | Sep.                                       | Oct.                                       | Nov.                                       | Dic.                                       | Anual                                      |
| ------------------------------------------ | ------------------------------------------ | ------------------------------------------ | ------------------------------------------ | ------------------------------------------ | ------------------------------------------ | ------------------------------------------ | ------------------------------------------ | ------------------------------------------ | ------------------------------------------ | ------------------------------------------ | ------------------------------------------ | ------------------------------------------ | ------------------------------------------ |
| Temp. máx. media (°C)                      | 20.6                                       | 20                                         | 18.8                                       | 16.6                                       | 14.1                                       | 11.6                                       | 10.9                                       | 11.5                                       | 13.6                                       | 15.3                                       | 16.9                                       | 19.1                                       | 15.7                                       |
| Temp. mín. media (°C)                      | 12.8                                       | 12.8                                       | 11.9                                       | 9.9                                        | 7.7                                        | 5.8                                        | 5.1                                        | 5.6                                        | 6.7                                        | 8.2                                        | 9.8                                        | 11.7                                       | 9                                          |
| Precipitación total (mm)                   | 47                                         | 59                                         | 92                                         | 81                                         | 71                                         | 75                                         | 80                                         | 78                                         | 70                                         | 74                                         | 60                                         | 54                                         | 841                                        |
| Fuente: NIWA Climate Data                  |                                            |                                            |                                            |                                            |                                            |                                            |                                            |                                            |                                            |                                            |                                            |                                            |                                            |